# Estación de Valladolid (México)
Valladolid fue una estación de trenes que se encuentra en Valladolid, Yucatán.

## Historia
La estación fue edificada sobre la línea troncal del Ferrocarril de Mérida-Valladolid, construida por Francisco Cantón Rosado, esto mediante la concesión del 12 de octubre de 1880. El 28 de marzo de 1906 se presentaron la planos de la estación para proceder a su construcción.
Con la privatización de los ferrocarriles en México, en septiembre de 1999, la estación pasó a ser propiedad del Ferrocarril Chiapas Mayab.